# Marco Mânlio Vulsão
Marco Mânlio Vulsão (em latim: Marcus Manlius Vulso) foi um político da gente Mânlia nos primeiros anos da República Romana eleito tribuno consular em 420 a.C. Era provavelmente neto de Cneu Mânlio Cincinato, cônsul em 480 a.C., e pai de Públio Mânlio Vulsão.

## Tribuno consular (420 a.C.)
Em 420 a.C., foi eleito pela terceira vez, desta vez com Lúcio Quíncio Cincinato, Aulo Semprônio Atratino, Lúcio Fúrio Medulino.
Neste ano não houve conflitos com os povos vizinhos, mas, na cidade, a tensão foi grande por causa da eleição dos questores, uma posição que até então era um apanágio dos senadores e que, com base numa nova lei, podia ter membros eleitos inclusive da plebe. O processo, conduzido por Aulo Semprônio, leva à eleição de candidatos todos patrícios, o que provoca a ira dos tribunos da plebe Aulo Antíscio, Sexto Pompílio e Marco Canuleio. Eles conseguem então condenar o primo de Aulo Semprônio, Caio Semprônio Atratino, cônsul em 423 a.C., pela má condução da guerra contra os volscos em 423 a.C. e obrigam-no a pagar uma multa de 15 000 asses.
Foi também em 420 a.C. que o processo contra virgem vestal Postúmia, acusada de má conduta, foi finalmente encerrado com sua absolvição.